# Polizia di Delhi
La Polizia di Delhi è la forza di polizia della città di Delhi.